# IC 3370
IC 3370 — галактика типу E2 () у сузір'ї Центавр.
Цей об'єкт міститься в оригінальній редакції індексного каталогу.